# Орест Сабо
Сабо Орест (8 жовтня, 1867, Драгово, Хустський район, Закарпатська область — між 1939 та 1944, Будапешт, Угорщина) — угорський політик, міністр у справах Руської країни.
Народився у змішаній угорсько-українській родині. Навчався у Будапештському університеті. Працював секретарем в адміністрації Берегово. З 1902 р. очолював Товариство угорських греко-католиків. З 1913 року працював у Міністерстві внутрішніх справ, як секретар міністрів. Після перемоги революції айстр в Угорщині та проголошення автономії Руської країни став міністром у справах Руської країни.
Після комуністичного перевороту в Угорщині пішов у відставку. 8 квітня 1919 року спробував створити некомуністичний русько-країнський уряд, однак спроба була невдалою. Після цього остаточно покинув політику. У 1939 р. опублікував статтю «Руська автономія» у газеті «Pesti Hírlap».

## Твори
Szabó O. A Ruszinföld autonómiájáról // Pesti Hírlap, 1939, április 2.
Szabó O. A magyar oroszok (Ruthének), Budapest, 1913.